# Langers Lanz-Bulldog museum
Het Langers Lanz-Bulldog museum is een particulier museum te Niel-bij-As, gevestigd in de Smeetsbergstraat 14.
Dit is een particulier museum, opgezet vanuit de verzameling oldtimers die bijeengebracht werd door Walter Langers.
Kern van de verzameling wordt gevormd door een verzameling tractoren van het merk Lanz Bulldog. Hiernaast is er ook een aantal stationaire motoren en een verzameling landbouwmachines.